# Rivulus
Rivulus is een geslacht van straalvinnige vissen uit de familie van killivisjes (Rivulidae).

## Soorten
- Rivulus berovidesi Silva, 2015
- Rivulus cylindraceus Poey, 1860
- Rivulus roloffi Roloff, 1938